# Sayaxché
Sayaxché è un comune del Guatemala facente parte del dipartimento di Petén.
Non si conosce con esattezza chi furono i primi abitanti del luogo, ma l'ipotesi più accreditata è che siano stati alcuni cacciatori e gli ultimi boscaioli della compagnia Jamet Sastré tra il 1874 e il 1880. Il comune venne invece istituito il 4 dicembre 1929.